# Too Many Chefs
Too Many Chefs è un cortometraggio muto del 1916 scritto, diretto e interpretato da Tom Mix. Commedia di genere western prodotta dalla Selig, il film aveva come altri interpreti Victoria Forde e Joe Ryan.

## Trama
Ruth, tornata al ranch dopo avere acquisito modi e smalto dell'Est, rimprovera i ragazzi che fumano, masticano tabacco e usano un linguaggio rozzo. Tom, il caposquadra, ordina ai cowboy di radunare il bestiame e loro sono contenti di sottrarsi così ai rimproveri di Ruth. Intanto il cuoco, piuttosto ubriaco, viene licenziato e, per vendetta, butta la sua pipa e il tabacco nel caffè. Tom manda uno dei cowboy al ranch per chiedere a Ruth di trovare un altro cuoco. Ruth decide di presentarsi lei travestita da cuoco francese. Invece di cucinare la cena, si mette a cucinare del caramello: i ragazzi sono infuriati e vogliono cacciare il nuovo cuoco. Quando Tom si accorge che si tratta di una ragazza, resta così affascinato da Ruth che non ci vuole molto perché si dichiari a lei.

## Produzione
Il film fu prodotto dalla Selig Polyscope Company.

## Distribuzione
Distribuito dalla General Film Company, il film - un cortometraggio in una bobina - uscì nelle sale cinematografiche statunitensi il 22 aprile 1916.